# Levinus Lemnius

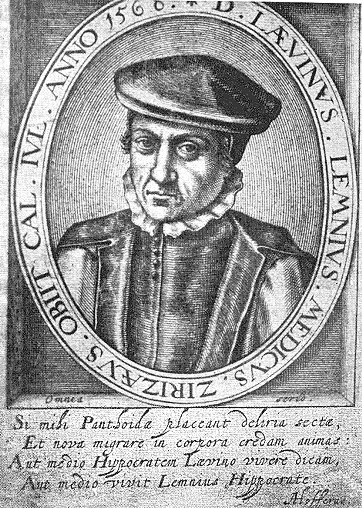
Levinus Lemnius

Lieven Lemse (ook: Lenneus, Lennius, Lemmens, Lemnii of Lemnes; Zierikzee, 20 mei 1505 – aldaar, 1 juli 1568), beter bekend als Levinus Lemnius, was een Nederlands geneeskundige en schrijver.

## Leven
Lemnius studeerde geneeskunde aan de Universiteit van Leuven onder Rembert Dodoens en Conrad Gesner, en onder Andreas Vesalius in Padua. Ook reisde hij naar Zwitserland en Engeland. Nadat zijn vrouw stierf werd hij geestelijke.
Na zijn dood werd hij begraven in de Sint-Lievensmonsterkerk. Zijn gehavende grafsteen werd later verplaatst naar het binnenpleintje van het Stadhuis van Zierikzee. In 1978 werd het daar ingemetseld op een sokkel. Op een onbekend later moment werd de steen verplaatst naar een ruimte onder de toren van het Stadhuismuseum.

## Werken
- Occulta naturae Miracula (Antwerpen 1559) Geheime wonderen van de natuur
- De habitu et constitutione corporis (Antwerpen 1561)
- Herbarum atque arborum quae in Bibliis passim obviae sunt et ex quibus sacri vates similitudines desumunt (1579)

De Occulta naturae miracula, een boek der geheimen, is zijn bekendste boek. Er zijn vele edities van gepubliceerd en het is in vele talen vertaald vanuit het Latijn, hoewel er geen Nederlandse versie van bestaat. In het boek wordt er veel gebruikgemaakt van bronnen uit de klassieke oudheid en van het werk van Aristoteles in het bijzonder.
- Bibsys: 90940968
- Bibliothèque nationale de France: cb12269076f (data)
- Biografisch Portaal: 14313538
- Catàleg d'autoritats de noms i títols de Catalunya: 981058609564606706
- CiNii: DA14107920
- Digitale Bibliotheek voor de Nederlandse Letteren: lemn001
- Gemeinsame Normdatei: 129744638
- International Standard Name Identifier: 0000 0001 2138 1007
- Library of Congress Control Number: n85053992
- Nationale Bibliotheek van Tsjechië: nlk20010094950
- Nationale Bibliotheek van Israël: 987007309402405171
- Nationale en Universitaire bibliotheek Zagreb: 000678003
- Nederlandse Thesaurus van Auteursnamen: 070661324
- Réseau des bibliothèques de Suisse occidentale: 02-A000103948
- Istituto Centrale per il Catalogo Unico: RMLV025558
- LIBRIS: 248282
- SNAC: w6tj97m5
- Système universitaire de documentation: 031484190
- Virtual International Authority File: 68988246
- WorldCat: E39PBJkT66dhk4XMqWVYWKYgKd